# Loi du 16 juillet 1949 sur les publications destinées à la jeunesse
La loi no 49-956 du 16 juillet 1949 sur les publications destinées à la jeunesse est une loi française visant à réguler la diffusion des livres et de la presse jeunesse. 

## Contexte
Soutenue par une campagne du Cartel d'action sociale et morale, le successeur de la Ligue pour le relèvement de la moralité publique, la loi fut votée au sortir de la Seconde Guerre mondiale, pour d'une part, favoriser la production nationale d'illustrés face aux importations perçues comme massives de bandes dessinées américaines, qui étaient, entre autres, soupçonnées de favoriser la délinquance juvénile par les représentations jugées violentes qu'elles contenaient ; d'autre part, cette loi vient renforcer un arsenal législatif quant à l'atteinte aux bonnes mœurs, qui interdit aux libraires et kiosquiers d'exposer des publications pouvant heurter la sensibilité des jeunes publics — notamment pour tout ce qui est lié à la sexualité, voire à la pornographie. 
Elle a instauré la Commission de surveillance et de contrôle des publications destinées à l'enfance et à l'adolescence, organe mixte chargé de contrôler a posteriori les publications, et conduit les éditeurs de bande dessinée à une certaine forme d'autocensure. La permanence de la composition de membres de la Commission et le texte de la loi donnent une influence par delà son temps au contexte moral et sociopolitique de l'immédiat après-guerre. Plusieurs fois amendée depuis son vote, la loi est toujours en vigueur.
Elle permet à des associations de protection de l'enfance d'attaquer en justice des éditeurs d'ouvrages afin de déclasser leur ouvrage en publication adulte, mais aussi à l'État d'interdire la vente, l'exposition, la publicité d'ouvrages temporairement le temps du changement de public, ou définitivement en cas de refus des éditeurs.

## Contenu
Jusqu'en 2011, les publications destinées à la jeunesse ne devaient pas montrer sous un jour favorable « le banditisme, le mensonge, le vol, la paresse, la lâcheté, la haine, la débauche ou tous actes qualifiés crimes ou délits ou de nature à démoraliser l'enfance ou la jeunesse, ou à inspirer ou entretenir des préjugés ethniques. Ces publications ne doivent pas non plus comporter de publicité, d'annonce pour des publications de nature à démoraliser l'enfance ou la jeunesse. »
En 2011, la loi a été modifiée comme suit : les publications destinées à la jeunesse « ne doivent comporter aucun contenu présentant un danger pour la jeunesse en raison de son caractère pornographique ou lorsqu'il est susceptible d'inciter à la discrimination ou à la haine contre une personne déterminée ou un groupe de personnes, aux atteintes à la dignité humaine, à l'usage, à la détention ou au trafic de stupéfiants ou de substances psychotropes, à la violence ou à tous actes qualifiés de crimes ou de délits ou de nature à nuire à l'épanouissement physique, mental ou moral de l'enfance ou la jeunesse. 
Elles ne doivent comporter aucune publicité ou annonce pour des publications de nature à démoraliser l'enfance ou la jeunesse. »